# Idealismus (Internationale Beziehungen)
Als Idealismus (oder auch Liberalismus) wird in der politikwissenschaftlichen Teildisziplin Internationale Beziehungen (IB) die theoretische Hauptströmung bezeichnet, die vor dem Ersten Weltkrieg entstand und in der Zwischenkriegszeit die IB dominierte, bis sie nach dem Scheitern des Völkerbundes vom Realismus verdrängt wurde. Der Idealismus basiert auf der Annahme, die Anarchie in den Internationalen Beziehungen sei durch Verhandlungen, Übereinkünfte und mit überstaatlichen Organisationen einzuhegen.

## Grundaussagen
Der Idealismus ist vom Glauben an den Fortschritt inspiriert. Er setzt auf die Vernunftbegabung des Menschen, was heißt, dass Menschen rationalen Argumenten zugänglich und lernfähig sind. Demnach muss das Vernunftprinzip zu einer besseren Welt führen, in der jeder Konflikt und Interessengegensatz auf kooperative Weise durch Kompromiss und Ausgleich lösbar ist. Der ewige Friede, der Wohlstand aller Nationen, die weltweite Demokratie, die Wahrung allgemeingültiger Menschenrechte, der Schutz der Umwelt und andere idealistische Ziele seien prinzipiell erreichbar. Zentrale Annahmen und Voraussetzungen sind sich selbst regulierende Gesellschaften und ein funktionierendes Rechtssystem.

## Entwicklung
Ulrich Menzel unterscheidet zwischen dem Idealismus als pazifistischer Bewegung, die seit dem Beginn des 20. Jahrhunderts gegen einen drohenden Kriegsausbruch kämpfte, dem Idealismus, der seit 1920 bis zum Ende der Roosevelt-Ära Mitte der 1940er Jahre herrschendes Paradigma der IB war und dem Liberalismus als Einflussfaktor für die internationale Politik in der Zwischenkriegszeit, die zur Gründung des Völkerbundes und zur Appeasement-Politik führte.

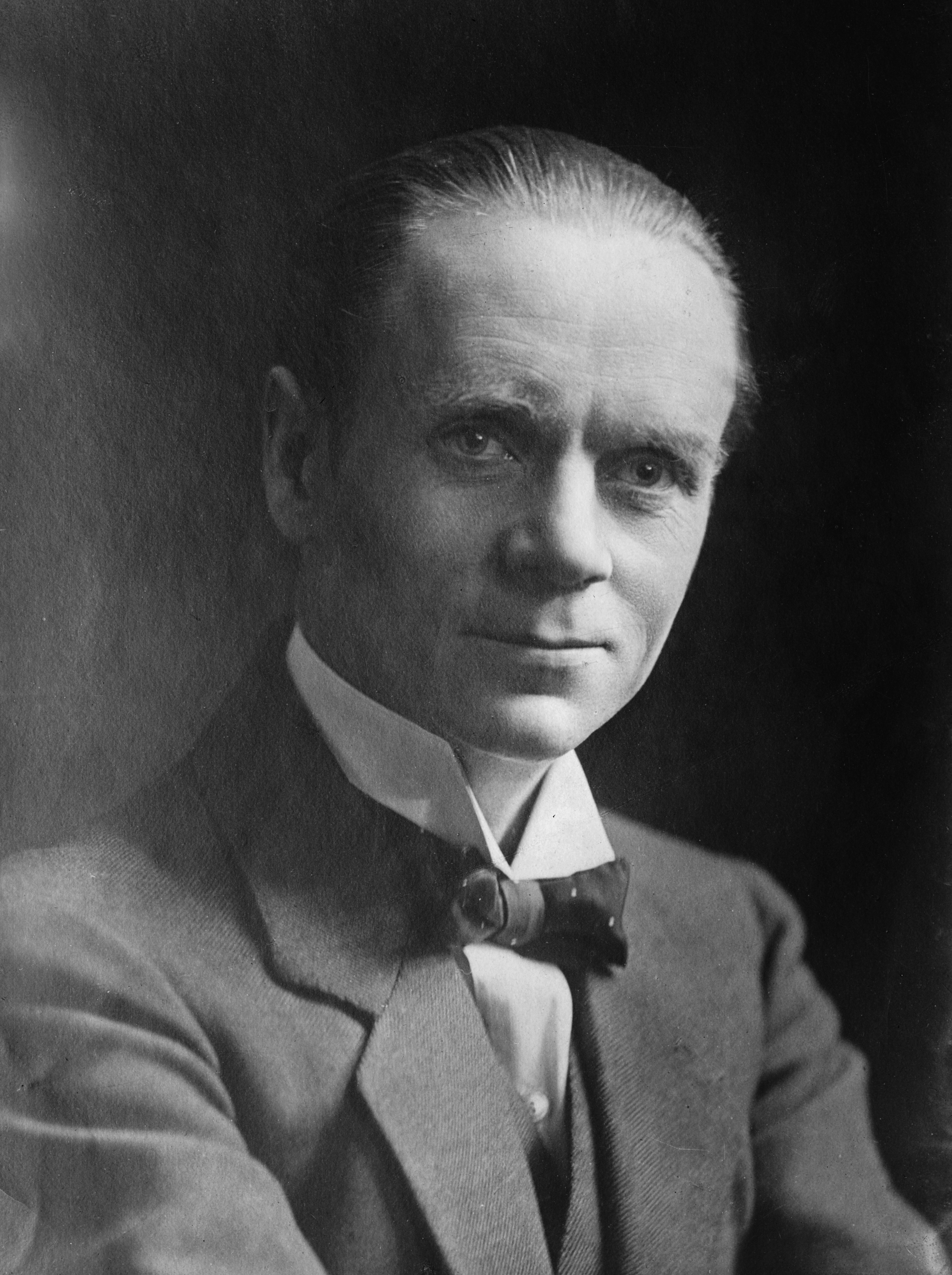
Norman Angell, pazifistischer Idealist.

Prominenter Vertreter des Idealismus und zugleich pazifistischer Idealist war Norman Angell, der mit seinem vielfach aufgelegten Hauptwerk The Great Illusion aus dem Jahr 1910 große Öffentlichkeitswirkung erzielte. Ausschlaggebend für die Etablierung des Idealismus war laut Menzel jedoch das 14-Punkte-Programm Woodrow Wilsons von 1918, die Gründung der International Labor Organisation (ILO) von 1919 und die Gründung des Völkerbundes 1920. Völkerbund- und ILO-Gründung lassen sich gemäß Menzel als Absicht interpretieren, die nichtkommunistische Linke gegen die Oktoberrevolution zu immunisieren, also als Gegenmodell zur Dritten Internationale.
Der Begriff Idealismus wurde herabsetzend in polemischer Absicht von den Vertretern einer rivalisierenden Denkschule in den IB, den Realisten geprägt und verblieb als Bezeichnung bis heute in den Lehrbüchern. Der Realismus in den IB reagierte in den krisenhaften 1930er Jahren vor dem Hintergrund des Scheitern des Völkerbundes und des Aufstiegs des Faschismus und der Sowjetunion auf die idealistische Herausforderung, bemängelte das Fehlen des Faktors Macht in der Denkschule und setzte sich schließlich als dominierende Strömung der IB durch. Xuewu Gu vermerkt, dass die Idealisten sich bei der ersten großen wissenschaftlichen Auseinandersetzung in der Lehre der Internationalen Beziehungen als Verlierer herausgestellt haben.
In der Weltpolitik leitete erst der Wechsel der amerikanischen Präsidentschaft von Franklin D. Roosevelt zu Harry S. Truman die realistische Phase ein, die mit der Truman-Doktrin zur Eindämmung der Sowjetunion 1947 ihren ersten programmatischen Ausdruck fand.